# ماركوس هوتمان
ماركوس هوتمان (بالإنجليزية: Marques Houtman)‏ هو لاعب كرة سلة أمريكي من أصل رأس أخضري.